# Lingua livone
La lingua livone era una lingua baltofinnica parlata nelle aree più occidentali del golfo di Riga e più settentrionali della Lettonia, nei pressi del confine con l'Estonia.
Alcuni livoni etnici stanno imparando o hanno imparato il livone nel tentativo di farlo rivivere, ma poiché l'etnia livone è una piccola minoranza, le opportunità di usare il livone sono limitate. Il giornale estone Eesti Päevaleht ha erroneamente annunciato che Viktors Bertholds, morto il 28 febbraio 2009, è stato l'ultimo madrelingua che ha iniziato la scuola di lingua lettone come monolingue. Alcuni altri livoni avevano invece sostenuto che erano rimasti alcuni madrelingua, tra cui la cugina di Viktors Bertholds, Kristiņa Grizelda. Kristiņa è morta nel 2013. Un articolo pubblicato dalla Foundation for Endangered Languages nel 2007 affermava che c'erano solo 182 livoni registrati e solo sei madrelingua. In una conferenza del 2009, è stato menzionato che ci potrebbero essere "al massimo 10 parlanti nativi viventi" della lingua.
La lingua è insegnata nelle università in Lettonia, Estonia e Finlandia, il che aumenta costantemente il pool di parlanti di seconda lingua che non risiedono costantemente in Lettonia.

## Distribuzione geografica
Secondo Ethnologue il livone era parlato nelle aree settentrionali della Livonia, fino a qualche chilometro più a nord del moderno confine con l'Estonia. Questa lingua si è estinta nel 2013 con la morte dell'ultimo parlante nativo, Kristiņa Grizelda, all'età di 103 anni.

## Fonologia
Il livone, come l'estone, ha perso l'armonia delle vocali, ma a differenza dell'estone, ha anche perso la gradazione delle consonanti.

### Vocali
Il livone ha 8 vocali (le due vocali anteriori non arrotondate, contrassegnate dal pugnale [†], erano presenti nelle generazioni precedenti ma si sono fuse con altre vocali nelle generazioni successive; queste erano presenti dialettalmente fino al 1997):
|        | Anteriore | Anteriore Arrotondata | Centrale | Posteriore Non Arrotondata | Posteriore |
| ------ | --------- | --------------------- | -------- | -------------------------- | ---------- |
| Chiuse | i /i/     | († y /y/)             | õ /ɨ/    | [ɯ]                        | u /u/      |
| Medie  | e /ɛ~e/2  | († ö /œ/)             | [ə]3     | ȯ /ɤ/                      | o /o/      |
| Aperte | ä /æ/     |                       |          | a /ɑ/                      |            |

## Alfabeto
La sua ortografia è una derivazione sia di quella lettone sia di quella estone.
L'alfabeto livone è un ibrido che mescola l'ortografia lettone ed estone.
| Maiuscole | Maiuscole | Maiuscole | Maiuscole | Maiuscole | Maiuscole | Maiuscole | Maiuscole | Maiuscole | Maiuscole | Maiuscole | Maiuscole | Maiuscole | Maiuscole | Maiuscole | Maiuscole | Maiuscole | Maiuscole | Maiuscole | Maiuscole | Maiuscole | Maiuscole | Maiuscole | Maiuscole | Maiuscole | Maiuscole | Maiuscole | Maiuscole | Maiuscole | Maiuscole | Maiuscole | Maiuscole | Maiuscole | Maiuscole | Maiuscole | Maiuscole | Maiuscole | Maiuscole | Maiuscole | Maiuscole | Maiuscole | Maiuscole | Maiuscole |
| --------- | --------- | --------- | --------- | --------- | --------- | --------- | --------- | --------- | --------- | --------- | --------- | --------- | --------- | --------- | --------- | --------- | --------- | --------- | --------- | --------- | --------- | --------- | --------- | --------- | --------- | --------- | --------- | --------- | --------- | --------- | --------- | --------- | --------- | --------- | --------- | --------- | --------- | --------- | --------- | --------- | --------- | --------- |
| A         | Ā         | Ä         | Ǟ         | B         | D         | Ḑ         | E         | Ē         | F         | G         | H         | I         | Ī         | J         | K         | L         | Ļ         | M         | N         | Ņ         | O         | Ō         | Ȯ         | Ȱ         | Ö         | Ȫ         | Õ         | Ȭ         | P         | R         | Ŗ         | S         | Š         | T         | Ţ         | U         | Ū         | V         | Y         | Ȳ         | Z         | Ž         |
| Minuscole |           |           |           |           |           |           |           |           |           |           |           |           |           |           |           |           |           |           |           |           |           |           |           |           |           |           |           |           |           |           |           |           |           |           |           |           |           |           |           |           |           |           |
| a         | ā         | ä         | ǟ         | b         | d         | ḑ         | e         | ē         | f         | g         | h         | i         | ī         | j         | k         | l         | ļ         | m         | n         | ņ         | o         | ō         | ȯ         | ȱ         | ö         | ȫ         | õ         | ȭ         | p         | r         | ŗ         | s         | š         | t         | ţ         | u         | ū         | v         | y         | ȳ         | z         | ž         |

## Esempio di lingua
MUSTĀ PLAGĀ VALSÕ
Kubbõ āt tuļ immõr satunnõd mingizt.
Mustā lupāt um vȯrd tutkām jūs.
Nǟlgalizt nīelõb min mȯistõmõt rõkūd
Sigžtūļ käds ikš dadžā ja ūgõb.
Mitikš äb tō ku sa kēratõkst pǟgiņ:
Um jõvīst, až sāina pǟl kēratõd "A".
Võid stalažod arrõ, až sainõ äb sȭita -
Ma vāgiž set kītõb, ku jõvīst tīed sa
Ja tikkiž ja tegīž um lagtõd sin tōmi
Sīest, mis sinnõn tīemõst ja mis sinā võid.
Až suggõbõd suodād ja revolūtsijõd,
Siz nustām sīes pāikal. Pǟdõ ka mēg.
Až nai ikškõrd vāldiž ka mäddõn tīeb sillõ.
Īezõ palābõd sīlmad, kus pīegiļtiz irm.
Siz grumā touvõd mäd' āndabõd villõ
Ja kõzzist pīkstõbõd pimdõd joud.
Ni īdskubs himnõ mēg lōlam īe pierrõ,
Sīest mēḑi ta kāitsõb ja sīnda ka tōks.
Sīest lōlam mēg: "Julgizt ni, veļīd, tīe jūrõ!"
Täuds sidāms oppõrmīel põrāndõks.
Leb Valst āigastsadā võilõb se kāngaz,
Mustā ku loptõmõt mōīlmarūim.
Kuņš īebõd pandõkst, kūoḑõd ja kuodād,
Täddõn nagrõs muidlõb kūolõn pǟlū.

## Frasi comuni
Ciao! - Tēriņtš!
Buon appetito! - Jõvvõ sīemnaigõ!
Buongiorno! - Jõvā ūomõg! / Jõvvõ ūomõgt!
Buona giornata! - Jõvā pǟva! / Jõvvõ päuvõ!
Buona notte! - Jõvvõ īedõ!
Grazie! - Tienū!
Buon anno! - Vȯndzist Ūdāigastõ!
morire - kȭlmä
uno - ikš
due - kakš
tre - kuolm
quattro - nēļa
cinque - vīž
sei - kūž
sette - stop
otto - kōdõks
nove - īdõks
dieci - kim